# Євген Томак
Євген Томак (рум. Eugen Tomac; нар. 27 червня 1981, Озерне) — румунський політичний діяч, колишній член румунського парламенту, нині член Європейського парламенту. Президент Партії народного руху з 2015 по 2020 роки. Професор історії в Інституті Євдоксій Гурмузакі.
Євген Томак народився 27 червня 1981 року в Одеській області, село Озерне. У віці 17 років переїхав до Румунії.
На додаток до позицій парламентський і MEP, Томак також був радником Президента Траян Бесеску із зовнішньої політики й міжнародних відносин.
Він підтримує Рух за об'єднання Румунії та Молдови.